# 北広島市立西部中学校
北広島市立西部中学校（きたひろしましりつ せいぶちゅうがっこう）は、北海道北広島市輪厚中央に所在する公立中学校。

## 沿革
年表
- 1946年（昭和21年）- 新学制公布により広島村西部中学校を設立[1]。
- 1947年（昭和22年）- 広島村立西部中学校が開校（西部小学校に併置）[2]、広島村立西部中学校大曲分校を設置[3]。
- 1952年（昭和27年）- 第一期工事の新校舎完成、独立校舎に移転、校章制定[2]。
- 1953年（昭和28年）- 第二期工事の屋内体育館が落成[2]。
- 1954年（昭和29年）- 第三期工事の特別教室・音楽教室が落成[2]。
- 1956年（昭和31年）- 特別教室落成の第四期工事で完成[注 1][2]。
- 1958年（昭和33年）- 校歌制定[2]。
- 1960年（昭和35年）- 大曲分校が大曲中学校として独立（大曲小学校に併置）[2]。
- 1967年（昭和42年）- 防音校舎第一期工事完成[2]。
- 1968年（昭和43年）- 町制施行により広島町立西部中学校と改称。
- 1974年（昭和49年）- 体育館が完成[2]。
- 1986年（昭和61年）- ゴルフ基本練習施設を寄贈[2]。
- 1988年（昭和63年）- 校訓制定[2]。
- 1991年（平成3年）- ゴルフ練習施設の改修工事[2]。
- 1993年（平成5年）- コンピューター教室が完成[2]。
- 1996年（平成8年）- 市制施行により北広島市立西部中学校と改称、放送室と相談室が完成[2]。
- 2009年（平成21年）- 特別支援学級を新設[2]。
- 2012年（平成24年）- ユネスコスクールに認定、コミュニティ・スクールの研究校として認定[2]。
- 2013年（平成25年）- 新体育館完成[2]。

## 教育目標
- 自ら考える生徒（創造）[4]
- 思いやる生徒（誠実）[4]
- 行動する生徒（自主）[4]
- きたえる生徒（健康）[4]

## 校歌
- 作詞 - 佐々木利男[5]
- 作曲 - 千葉日出城[5]

## 学校行事
学校行事は以下の通り。
- 4月 - 1学期始業式、入学式、標準学力検査、修学旅行（3年）
- 5月 - 宿泊学習（2年）、校外学習（1年）
- 6月 - 第1回定期テスト、学力テスト（3年）
- 7月 - 校内陸上記録会、1学期終業式、夏季休業
- 8月 - 2学期始業式、学力テスト（1・2年）
- 9月 - 学力テストA（3年）、第2回定期テスト（3年）
- 10月 - ダンス授業（1・2年）、学力テストB（3年）
- 11月 - 学力テストC（3年）、第2回定期テスト（1・2年）、三者懇談
- 12月 - 第3回定期テスト（3年）、2学期終業式、冬季休業
- 1月 - 3学期始業式、スキー・スノボ学習
- 2月 - 学力テスト（1・2年）、第3回定期テスト（1・2年）
- 3月 - 卒業式、修了式、学年末休業

## 部活動・同好会
体育系
- 野球部
- ソフトボール部
- バレーボール部
- 男子卓球部
- 女子卓球部
- ゴルフ同好会

文化系
- 合唱部
- ボランティア同好会

## 生徒会
- 生徒会（会長、副会長、事務局長、事務局次長）[8]
- 生活委員会[8]
- 学習委員会[8]
- 環境委員会[8]
- 放送委員会[8]

## 通学区域
通学区域は以下の通り。
- 島松
- 輪厚
- 希望ヶ丘
- 三島
- 輪厚中央
- 輪厚元町
- 輪厚工業団地

## 出身小学校
- 北広島市立西部小学校[9]

## 交通アクセス
バス
- 北海道中央バス [福96]・千歳線・広島線「輪厚ゴルフ場」停留所下車、徒歩約3分[10]。